# Уилям Фридман
Уилям Фредерик Фридман (на английски: William Frederick Friedman; на руски: Уильям Фредерик Фридман) е американски криптолог от руски произход. Полковник от Въоръжените сили на САЩ, сътрудник на Агенцията за национална сигурност на САЩ.

## Биография
Още като дете Уилям Фридман чете разказите Едгар Алън По и започва да се интересува от криптографията. Особено впечатление му прави Златният бръмбар.
Терминът криптология е създаден от Фридман. Той развива статистически метод (Фридман-тест), за да може шифрованите текстове да бъдат разглеждани чрез езикови специфики и най-вече, за да може се достигне до ключ към тях благодарение на дадените специфики. Неговият метод е публикуван през 1920 г. Той намира приложение в лингвистиката и разчитането на шифровани исторически писмени документи.
Малко преди началото на Втората световна война става организатор и първи директор на американската тайна служба за радиотехническо разузнаване (Signal Intelligence Service), която основно се занимава със засичането, локализирането и разшифроването на чуждестранни съобщения.
Уилям Фридман допринася съществено за разчитането на закодирани военни съобщения през Втората световна война. Той също се опитва, заедно с 16 други специалисти, да разшифрова и Ръкописа на Войнич – след 1 година тези опити са прекратени без никакъв успех.
Фридман е женен за криптоаналитичката Елизабет Фридман.